# Приечани
Приечани (серб. Пријечани) — населённый пункт (посёлок) в общине Баня-Лука (Град Баня-Лука), который принадлежит энтитету Республике Сербской, Босния и Герцеговина. Расположен в 7 км к северу от центра города Баня-Лука, на берегу реки Врбас. Севернее примыкает посёлок Трн.

## Население
Численность населения посёлка Приечани по переписи 2013 года составила 2 101 человек.
Этнический состав населения населённого пункта по данным переписи 1991 года:
- хорваты — 583 (69,40 %),
- сербы — 151 (17,97 %),
- югославы — 77 (9,16 %),
- боснийские мусульмане — 4 (0,47 %),
- прочие — 25 (2,97 %),
- всего — 840